# King John
King John er en britisk stumfilm fra 1899.

## Medvirkende
- Herbert Beerbohm Tree
- Dora Senior som Henry
- Charles Sefton som Arthur
- James Fisher
- S. A. Cookson